# Marie-Louise Bischofberger
Marie-Louise Bischofberger (geboren im 20. Jahrhundert in Winterthur) ist eine Schweizer Dramaturgin, Librettistin, Choreografin und Regisseurin. Sie arbeitete ab 1993 mit dem Regisseur Luc Bondy zusammen.

## Leben
Marie-Louise Bischofberger absolvierte an der Universität Zürich Studien in Hispanistik, Literaturkritik und Anthropologischer Psychologie. Ab 1993 war sie dramaturgische Mitarbeiterin von Luc Bondy für zahlreiche Schauspiel- und Opern-Inszenierungen, darunter Ibsens John Gabriel Borkman am Théâtre Vidy-Lausanne, L’Illusioniste und Faisons un rêve von Sacha Guitry an der Schaubühne am Lehniner Platz in Berlin, Verdis Don Carlos am Théâtre du Châtelet und Yasmina Rezas Une Pièce espagnole am Théâtre de la Madeleine in Paris. Nach ihrer Mitarbeit an Philippe Boesmans’ Oper Reigen nach Arthur Schnitzler am Théâtre de la Monnaie in Brüssel war sie auch Co-Librettistin mit Bondy für drei weitere Opern dieses Komponisten: Wintermärchen nach Shakespeare (Théâtre de la Monnaie Brüssel  und Opéra de Lyon, 1999), Julie nach August Strindberg (Festival d’Aix-en-Provence 2005) und Yvonne, princesse de Bourgogne nach Witold Gombrowicz (Opéra Garnier Paris, 2009). An der Mailänder Scala übernahm sie 2007 die Neueinstudierung von Bondys Salome-Inszenierung, die 1992 für die Salzburger Festspiele entstanden war. 2014 unterstützte sie Bondy bei der Uraufführung von Marc-André Dalbavies Oper Charlotte Salomon bei den Salzburger Festspielen.
Marie-Louise Bischofberger schuf eine zehnteilige Hörspielfassung von Robert Louis Stevensons Roman Der Junker von Ballantrae für den Radiosender France Culture. Seit 1997 arbeitet sie auch als Regisseurin.
Die Künstlerin war mit Luc Bondy (1948–2015) bis zu dessen Tod verheiratet. Aus der Ehe gingen Zwillinge, eine Tochter und ein Sohn, hervor.

## Inszenierungen
- 1997: Juana la Loca – MC93 Bobigny
- 2000: Am Ziel von Thomas Bernhard – Théâtre Vidy-Lausanne
- 2002: Besuche von Jon Fosse – Théâtre Vidy-Lausanne, beim Festival d’Avignon und am Théâtre des Bouffes du Nord in Paris
- 2010: Le Shaga von Marguerite Duras – Moskauer Künstlertheater
- 2011: L’Illusion von Pierre Corneille – Düsseldorfer Schauspielhaus
- 2012: Zeugin der Anklage von Agatha Christie – Moskauer Künstlertheater
- 2013: Herbstsonate von Ingmar Bergman – Théâtre de l’Œuvre, Paris
- 2014: Anna Bolena – Opéra National de Bordeaux